# Referendo constitucional na Somalilândia em 2001
Um referendo constitucional foi realizado na Somalilândia em 31 de maio de 2001. O referendo abordava sobre um projeto de constituição que afirmava a independência da Somalilândia da Somália. 99,9% dos eleitores elegíveis participaram do referendo e 97,1% deles votaram a favor da constituição.
A ratificação da constituição confirmou a independência da Somalilândia, fortaleceu o Poder Executivo e confirmou o Islã como a "fé nacional". Mais importante ainda, endossou eleições multipartidárias em todos os níveis de governo por meio do sufrágio universal, abrindo caminho para o governo democrático.
No entanto, o referendo foi contestado pelo Governo da Somália e não conduziu a qualquer reconhecimento internacional.

## Antecedentes
Em maio de 1991, após a queda do ditador militar da Somália, Siad Barre, o Movimento Nacional Somali declarou a independência da Somalilândia.  Em 1993, uma presidência executiva foi estabelecida com uma legislatura bicameral e Muhammad Haji Ibrahim Egal foi eleito presidente por um conselho de anciãos. Em 1997, em uma Conferência das Comunidades da Somalilândia em Hargeisa, uma constituição foi adotada para durar três anos até que um referendo pudesse ser realizado para colocá-la em pleno vigor.
A constituição foi emendada em 2000 e o referendo foi adiado para 2001. Enquanto isso, as tentativas de formar um governo nacional e a posterior criação do Governo Federal de Transição da República da Somália em maio de 2000 encorajaram a Somalilândia a realizar um referendo para tentar mostrar o seu desejo pela independência.

## Referendo
O referendo, na prática, tornou-se uma votação sobre a independência da Somalilândia devido à inclusão na constituição de uma cláusula sobre a independência. O Parlamento da Somalilândia alocou mais de $ 650.000 para financiar o referendo, quase 5% do orçamento nacional total. Como não havia censo ou lista de eleitores, os anciãos da comunidade decidiam quem era elegível para votar.
Em agosto de 2002, o governo do presidente Muhammad Haji Ibrahim Egal distribuiu milhares de cópias da constituição proposta em toda a Somalilândia.
O Governo Federal de Transição da República da Somália se opôs ao referendo, descrevendo-o como ilegal e disse que o governo da Somalilândia não tinha autoridade para se separar unilateralmente da Somália. O referendo também foi contestado pela liderança da região vizinha de Puntland. Nenhuma organização internacional ou país apoiou o referendo.
Uma equipe de dez observadores do Initiative & Referendum Institute verificou o referendo. Eles só puderam visitar 57 das 600 seções de votação e evitaram totalmente a região de Sool devido a questões de segurança. Isso deveu-se ao fato de a região ser considerada a "mais volátil" da Somalilândia e por existir oposição a realização do referendo.
No entanto, nessas seções de votação registradas, eles relataram que o referendo foi aberto, justo, pacífico e qualquer fraude foi rara e insignificante.

## Resultados
| Escolha                                | Votos     | %     |
| -------------------------------------- | --------- | ----- |
| Favorável                              | 1.148.940 | 97.10 |
| Contrário                              | 34.302    | 2.90  |
| Votos inválidos / em branco            | 4.591     | –     |
| Total                                  | 1.187.833 | 100   |
| Eleitores registrados / comparecimento | 1.188.746 | 99.92 |
| Fonte: African Elections Database      |           |       |

## Consequências
O Presidente da Somalilândia, Muhammad Haji Ibrahim Egal, descreveu o referendo como tendo feito da Somalilândia uma nação e posto fim a qualquer questão de reunificação com a Somália. No entanto, apesar do apoio à independência demonstrado no referendo, nenhuma nação reconheceu a independência da Somalilândia, devido aos temores sobre o número cada vez maior de pequenos Estados insustentáveis e a oposição da União Africana à divisão dos Estados existentes.